# Dactylochirotida
Los dactiloquirótidos (Dactylochirotida) son un orden de equinodermos holoturoideos. Los tentáculos son simples o con unas pocas digitaciones pequeñas. Poseen árboles respiratorios. El anillo calcáreo carece de proyecciones posteriores. Poseen músculos para retraer el introverto oral. El cuerpo, normalmente en forma de "U", es rígido ya que está recubierto por osículos anchos y aplanados. Viven enterrados en sedimentos blandos, especialmente en aguas profundas. Incluyen unas 35 especies en 7 géneros y 3 familias.

## Taxonomía
Los dactiloquirótidos incluyen tres familias:
- Ypsilothuriidae
- Vaneyellidae
- Rhopalodinidae